# Romancheina barica
Romancheina barica är en mossdjursart som först beskrevs av Rogick 1955.  Romancheina barica ingår i släktet Romancheina och familjen Romancheinidae. Inga underarter finns listade i Catalogue of Life.